# Bubalornis
Bubalornis és un gènere d'ocells de la família dels plocèids que habita zones de sabanes àrides de l'Àfrica subsahariana.

## Taxonomia
Segons la classificació del Congrés Ornitològic Internacional (versió 14.2, 2024) aquest gènere està format per dues espècies:
- Bubalornis albirostris - bufaler becblanc[3]
- Bubalornis niger - bufaler bec-roig[4]